# Leopoldo Ledesma
Leopoldo Ledesma (né le 20 juillet 1903 à Córdoba - mort en 1984) est un athlète argentin, spécialiste du demi-fond. 

## Biographie
Leopoldo Ledesma participe aux Jeux olympiques de 1928 sur 800 et 1 500 mètres, mais est à chaque fois éliminé dès les séries.

### Palmarès
| Date | Compétition                    | Lieu              | Résultat | Épreuve | Performance  |
| ---- | ------------------------------ | ----------------- | -------- | ------- | ------------ |
| 1926 | Championnats d'Amérique du Sud | Montevideo        | 1er      | 800 m   | 1 min 58 s 4 |
| 1926 | Championnats d'Amérique du Sud | Montevideo        | 1er      | 1 500 m | 4 min 11 s 0 |
| 1927 | Championnats d'Amérique du Sud | Santiago du Chili | 2e       | 800 m   |              |
| 1927 | Championnats d'Amérique du Sud | Santiago du Chili | 1er      | 1 500 m | 4 min 10 s 2 |
| 1929 | Championnats d'Amérique du Sud | Lima              | 1er      | 800 m   | 1 min 55 s 2 |
| 1929 | Championnats d'Amérique du Sud | Lima              | 1er      | 1 500 m | 4 min 01 s 0 |
| 1931 | Championnats d'Amérique du Sud | Buenos Aires      | 2e       | 800 m   | 1 min 59 s 6 |
| 1931 | Championnats d'Amérique du Sud | Buenos Aires      | 1er      | 1 500 m | 4 min 05 s 8 |

### Records
| Épreuve      | Performance  | Lieu | Date |
| ------------ | ------------ | ---- | ---- |
| 800 mètres   | 1 min 55 s 2 | Lima | 1929 |
| 1 500 mètres | 4 min 00 s 2 | —    | 1934 |